# Ecobank
Ecobank, oficialmente Ecobank Transnational Incorporated (ETI), é um conglomerado bancário pan-africano fundado no Togo, em 1985, e presente em 35 países da África Ocidental, Central e  Oriental. É o segundo maior banco da África, superado apenas pelo sul-africano Standard Bank. O Ecobank é cotado nas bolsas de Abidjan, Lagos e Acra.
Conta com 14,000 empregados e tem cerca de 32 milhões de clientes.
O Qatar National Bank e o neerlandês Nedbank estão entre os principais acionistas do Ecobank.

## História

### Expansão da empresa: 1985-2009
O Ecobank foi fundado no Togo, em 1985, por Gervais Koffi Djondo e Adeyemi Lawson, dirigentes das câmaras de comércio do Togo e da Nigéria, respectivamente.
O Ecobank Togo foi inaugurado em 1988. Em 1989, o banco instalou subsidiárias na Costa do Marfim e na  Nigéria; em 1990, no Benim e no Gana; em 1997, em Burquina Fasso; em 1998, no Mali; em 1999, na Guiné, na Libéria, no Níger e no Senegal. Em 2001, Ecobank implantou-se nos Camarões; em 2004, em Cabo Verde. Em 2006, na Serra Leoa e no Chade; em 2007, na República Centro-Africana, na Gâmbia, na Guiné-Bissau, no Ruanda e em São Tomé e Príncipe. Em 2008, o Ecobank instalou-se no Burúndi, no Congo-Brazzaville, no Congo-Kinshasa, no Quénia, no Maláui e na França, antes de se implantar no Gabão, em 2009.
Em 1995, Ecobank assinou seus primeiros acordos com o grupo Western Union. 

### Anos 2010
Em outubro de 2011, o Ecobank adquiriu o Oceanic Bank, um banco nigeriano que passava por dificuldades, obtendo, assim, mais de  600 agências e 1 450 terminais de autoatendimentos na Nigéria.  Em dezembro de 2011, adquiriu o banco ganense Trust Bank por 135 milhões de dólares, reforçando sua presença em Gana, com  70 agências e 150 terminais automáticos.
Em abril de 2012, o fundo sul-africano Public Investment Corporation adquiriu 19,58 % do Ecobank pur 250 milhões de dólares.
En 2013, Ecobank passou por uma crise de governança, com a destituição de Thierry Tanoh, contestada judicialmente por ele, além do aparecimento de uma dívida duvidosa importante, na  Nigéria.